# Against All Gods Tour
Against All Gods Tour — світовий аренний концертний тур американського рок-гурту Marilyn Manson. Він стартував на підтримку компіляції Lest We Forget: The Best Of, яку було видано 28 вересня 2004 р.

## Виступи
Під час туру Менсон розмахував на сцені кадилом. На задньому фоні часто висіли: палаючий прапор США, заставки на церковну й інші тематики, що символізують еру, до котрої належить виконувана пісня. На деяких концертах під час «Tourniquet» та/чи «(s)AINT» використувалися роботи. Протягом «Tourniquet» фронтмен також іноді стояв на ходулях.
Дизайнер усіх костюмів: Вів'єн Вествуд. Спочатку Менсон виходив на сцену в чорному піджаку з рожевими прикрасами й чорному ґотичниму жилеті з довгою, відкритою чорною спідницею. Під час «The Dope Show» на ньому був чорно-білий смугастий піджак, на «mOBSCENE» виконавець надягав на голову циліндр. На деяких шоу чорний жилет мав сріблясту смугу донизу.
Коли розпочався європейський етап, стиль одягу гурту змінився на вікторіанський. У той час як спідниця залишалася такою ж, жилет Менсона мав синьо-оксамитове жабо. Піджак, в якому фронтмен з'являвся на сцені, й капелюх чумного лікаря, котрий одягався для виконання «The Nobodies», є посиланням на «Чорну смерть». До цього піджака було пришито сержантські прикраси із справжніх курячих кісток і велику кількість цибулі. На «mOBSCENE» Менсон носив кітель та кашкет.

## Сет-ліст
Нижче наведено перелік пісень, які звучали найчастіше, у порядку, в котрому вони зазвичай виконувалися:
1. «Prelude (The Family Trip)»
2. «Repent»
3. «The Love Song»
4. «Irresponsible Hate Anthem»
5. «Disposable Teens»
6. «mOBSCENE»
7. «Personal Jesus»
8. «Get Your Gunn»
9. «Great Big White World»
10. «(s)AINT»
11. «Tainted Love»
12. «The Fight Song»
13. «The Nobodies»
14. «The Dope Show»
15. «Rock Is Dead»
16. «The Golden Age of Grotesque»
17. «Sweet Dreams (Are Made of This)»
18. «The Beautiful People»

## Учасники
- Мерілін Менсон — вокал
- Марк Шоуссей — гітара
- Тім Шьольд — бас-гітара
- Мадонна Вейн Ґейсі — клавішні
- Кріс Вренна — барабани

## Дати концертів
| №                | Дата              | Місто                             | Країна           | Місце проведення              |
| Південна Америка | Південна Америка  | Південна Америка                  | Південна Америка | Південна Америка              |
| ---------------- | ----------------- | --------------------------------- | ---------------- | ----------------------------- |
| 1                | 27 жовтня 2004    | Лас-Вегас, штат Невада            | США              | House of Blues                |
| 2                | 29 жовтня 2004    | Фінікс, штат Аризона              | США              | Dodge Theater                 |
| 3                | 1 листопада 2004  | Сан-Франциско, штат Каліфорнія    | США              | Warfield Theatre              |
| 4                | 3 листопада 2004  | Денвер, штат Колорадо             | США              | Filmore                       |
| 5                | 5 листопада 2004  | Фарґо, Північна Дакота            | США              | Civic Auditorium              |
| 6                | 6 листопада 2004  | Міннеаполіс, штат Міннесота       | США              | Orpheum Theatre               |
| 7                | 8 листопада 2004  | Цинциннаті, штат Огайо            | США              | Taft Theatre                  |
| 8                | 9 листопада 2004  | Чикаго, штат Іллінойс             | США              | The Rivera                    |
| 9                | 11 листопада 2004 | Сент-Луїс, штат Міссурі           | США              | The Pageant                   |
| 10               | 12 листопада 2004 | Мілвокі, штат Вісконсин           | США              | Eagles Ballroom               |
| 11               | 14 листопада 2004 | Детройт, штат Мічиган             | США              | State Theatre                 |
| 12               | 15 листопада 2004 | Торонто                           | Канада           | Massey Hall                   |
| 13               | 17 листопада 2004 | Монреаль                          | Канада           | Metropolis                    |
| 14               | 18 листопада 2004 | Нью-Йорк, штат Нью-Йорк           | США              | Roseland Ballroom             |
| 15               | 20 листопада 2004 | Вашингтон, округ Колумбія         | США              | 9:30 Club                     |
| 16               | 21 листопада 2004 | Філадельфія, штат Пенсильванія    | США              | Electric Factory              |
| 17               | 23 листопада 2004 | Сейрвілл, штат Нью-Джерсі         | США              | Starland Ballroom             |
| 18               | 26 листопада 2004 | Бостон, штат Массачусетс          | США              | Avalon Ballroom               |
| 19               | 27 листопада 2004 | Редінг, штат Пенсильванія         | США              | Sovereign Center              |
| 20               | 29 листопада 2004 | Клівленд, штат Огайо              | США              | House of Blues                |
| 21               | 30 листопада 2004 | Колумбус, штат Огайо              | США              | PromoWest Pavilion            |
| 22               | 2 грудня 2004     | Орландо, штат Флорида             | США              | Hard Rock Live                |
| 23               | 3 грудня 2004     | Міртл-Біч, штат Південна Кароліна | США              | House of Blues                |
| 24               | 4 грудня 2004     | Атланта, штат Джорджія            | США              | Tabernacle                    |
| 25               | 7 грудня 2004     | Х'юстон, штат Техас               | США              | Verizon Wireless Theater      |
| 26               | 8 грудня 2004     | Ґранд-Прері, штат Техас           | США              | Nokia Live                    |
| 27               | 10 грудня 2004    | Мак-Аллен, штат Техас             | США              | Villa Real                    |
| 28               | 11 грудня 2004    | Корпус-Крісті, штат Техас         | США              | Concrete Street Amphitheater  |
| 29               | 13 грудня 2004    | Альбукерке, штат Нью-Мексико      | США              | Albuquerque Convention Center |
| 30               | 14 грудня 2004    | Ель-Пасо, штат Техас              | США              | Country Coliseum              |
| 31               | 16 грудня 2004    | Санта-Барбара, штат Каліфорнія    | США              | Arlington Theatre             |
| 32               | 18 грудня 2004    | Лос-Анджелес, штат Каліфорнія     | США              | Wiltern LG                    |
| 33               | 19 грудня 2004    | Лос-Анджелес, штат Каліфорнія     | США              | Wiltern LG                    |
| 34               | 20 грудня 2004    | Лос-Анджелес, штат Каліфорнія     | США              | Wiltern LG                    |
| Азія             |                   |                                   |                  |                               |
| 35               | 29 січня 2005     | Бангкок                           | Таїланд          | Aktive Square (Скасовано)     |
| 36               | 2 лютого 2005     | Сеул                              | Південна Корея   | Olympic Hall                  |
| 37               | 5 лютого 2005     | Осака                             | Японія           | Sonic Mania Festival          |
| 38               | 6 лютого 2005     | Токіо                             | Японія           | Sonic Mania Festival          |
| Мексика          |                   |                                   |                  |                               |
| 39               | 9 лютого 2005     | Мехіко                            | Мексика          | Palacio de los Deportes       |
| Європа           |                   |                                   |                  |                               |
| 40               | 27 травня 2005    | Мадрид                            | Іспанія          | Festimad Sur                  |
| 41               | 29 травня 2005    | Лісабон                           | Португалія       | Super Bock Super Rock         |
| 42               | 2 червня 2005     | Амстердам                         | Нідерланди       | Heineken Music Hall           |
| 43               | 4 червня 2005     | Нюрбурґрінґ                       | Німеччина        | Rock am Ring                  |
| 44               | 5 червня 2005     | Нюрнберг                          | Німеччина        | Rock im Park                  |
| 45               | 7 червня 2005     | Мілан                             | Італія           | Mazda Palace                  |
| 46               | 8 червня 2005     | Базель                            | Швейцарія        | St. Jacobshalle               |
| 47               | 10 червня 2005    | Ніккельсдорф                      | Австрія          | Nova Rock Festival            |
| 48               | 11 червня 2005    | Дрезден                           | Німеччина        | Woodstage Festival            |
| 49               | 13 червня 2005    | Дуе                               | Франція          | Salle Gayant Expo             |
| 50               | 14 червня 2005    | Париж                             | Франція          | Bercy                         |
| 51               | 16 червня 2005    | Гултсфред                         | Швеція           | Hultsfred Festival            |
| 52               | 18 червня 2005    | Провінссі                         | Фінляндія        | Provinssi Rock                |
| 53               | 20 червня 2005    | Санкт-Петербург                   | Росія            | Льодовий палац                |
| 54               | 21 червня 2005    | Москва                            | Росія            | Олімпійський                  |
| 55               | 24 червня 2005    | Атени                             | Греція           | Rockwave Festival             |
| 56               | 14 серпня 2005    | Кольмар                           | Франція          | Foire Aux Vins                |
| 57               | 17 серпня 2005    | Аванш                             | Швейцарія        | Rock Oz'Arene Festival        |
| 58               | 19 серпня 2005    | Гасселт                           | Бельгія          | Pukkelpop                     |
| 59               | 20 серпня 2005    | Біддинґгьойзен                    | Нідерланди       | Lowlands Festival             |
| 60               | 22 серпня 2005    | Пула                              | Хорватія         | Arena Pula                    |
| 61               | 23 серпня 2005    | Будапешт                          | Угорщина         | Budapest Sportaréna           |
| 62               | 26 серпня 2005    | Лідс                              | Англія           | Festival Rock                 |
| 63               | 28 серпня 2005    | Редінг                            | Англія           | Reading Festival              |
| 64               | 31 серпня 2005    | Дублін                            | Ірландія         | RDS Arena                     |